# Christine Larsen
Christine Larsen (Coquitlam, 15 de dezembro de 1967) é uma nadadora sincronizada canadiana, medalhista olímpica.

## Carreira
Christine Larsen representou seu país nos Jogos Olímpicos de 1996, ganhando a medalha de prata em Atlanta 1996, com a equipe canadense.